# Листенгартен, Леонид Борисович
Леонид Борисович Листенгартен (род. 1935, Баку) — советский шахматист, мастер спорта СССР (1961). Доктор технических наук.

## Биография
Шахматами заинтересовался в 4-м классе.
Успешно выступал в первенствах Азербайджанской ССР, 1955 — 1—2-е и 1960 — 2-е места. Играл за «Нефтяник» (Баку).
Окончил Геологический факультет Азербайджанского индустриального института и получил звание инженера-геолога. Работал заведующим Отделом разработки нефтяных и газовых месторождений в проектных институтах «Азнипинефь» и «Гипроморнефть», где руководил проектированием и анализом разработки морских месторождений на Каспийском море.

## Семья
- Дедушка — Моисей Исаакович Листенгартен (1871—1941)[3]
- Бабушка — Розалия Борисовна Кринская (187?—1946)
- Отец — Борис Моисеевич Листенгартен (1906—1982)
- Мать — Эсфирь Львовна Беленькая (?—1998)
- Жена (с 1967) — Алла (Альвина) Алексеевна Вайман
  - Дочь — Юлия
    - Внук — Франк